# Przyczyna Dolna (gromada)
Przyczyna Dolna (do 31 XII 1957 Osowa Sień) – dawna gromada, czyli najmniejsza jednostka podziału terytorialnego Polskiej Rzeczypospolitej Ludowej w latach 1954–1972.
Gromady, z gromadzkimi radami narodowymi (GRN) jako organami władzy najniższego stopnia na wsi, funkcjonowały od reformy reorganizującej administrację wiejską przeprowadzonej jesienią 1954 do momentu ich zniesienia z dniem 1 stycznia 1973, tym samym wypierając organizację gminną w latach 1954–1972.
Gromadę Przyczyna Dolna z siedzibą GRN w Przyczynie Dolnej utworzono 1 stycznia 1958 w powiecie wschowskim w woj. zielonogórskim na mocy uchwały nr V/22/57 WRN w Zielonej Górze z dnia 15 listopada 1957 w związku z przeniesieniem siedziby GRN gromady Osowa Sień z Osowej Sieni do Przyczyny Dolnej i zmianą nazwy jednostki na gromada Przyczyna Dolna. Równocześnie do nowo utworzonej gromady Przyczyna Dolna włączono wsie Hetmanice i Nowa Wieś ze zniesionej gromady Hetmanice w tymże powiecie.
1 lipca 1968 do gromady Przyczyna Dolna włączono obszar zniesionej gromady Siedlnica w tymże powiecie.
1 stycznia 1972 do gromady Przyczyna Dolna włączono tereny o powierzchni 206 ha z miasta Wschowa w tymże powiecie; z gromady Przyczyna Dolna wyłączono natomiast tereny o powierzchni 142 ha, włączając je do Wschowy.
Gromada przetrwała do końca 1972 roku, czyli do kolejnej reformy gminnej. 1 stycznia 1973 w powiecie wschowskim utworzono gminę Przyczyna Dolna (zniesioną ponownie 15 stycznia 1976).